# Смерті немає, хлопці!
Смерті немає, хлопці! — радянський чорно-білий художній фільм 1970 року.

## Сюжет
В основі сюжету — справжній випадок, що стався в останні дні Другої світової війни, коли в невеликому німецькому містечку група радянських воїнів прийняла нерівний бій з фашистами.
4 травня 1945 року. Уже упав Берлін. Через кілька днів закінчиться війна. Але майже нікому з героїв цього фільму не судилося дожити до Дня Перемоги. Біля чужого містечка з вузькими вулицями і старовинними будинками розіграється запеклий бій, можливо, один з останніх боїв Німецько-радянської війни. І в цьому бою загинуть всі вони — такі різні герої, що стали такими близькими: літній, розсудливий туркмен Мамед, молодий лейтенант Володя Рубін (Євген Жариков), поляк Войцех, казах Кіндзібаєв.

## Актори
- Артик Джаллиєв — Мамед, старшина
- Аріна Алейникова — Таня Корольова, старшина, санітарка
- Євгеній Жариков — Володимир Рубін, лейтенант
- Шамухамед Акмухамедов — Реждеп, капітан
- Анатолій Шитов — Войцех
- Акмурад Бяшимов — Кіндзібаєв, рядовий
- Акмурад Бердикличев — Узин, сержант
- Ігор Варпа — офіцер СС
- Ходжан Овезгеленов — Ешек-гула

## Знімальна група
- Режисер — Булат Мансуров
- Сценарист — Сейїтніяз Атаєв
- Оператор — Віталій Калашников
- Композитор — Микита Богословський
- Художник — Геннадій Брусенцов

## Місце зйомок
Основні зйомки фільму проводилися у місті Берегово Закарпатської області, а також у селі Бене